# Metro v Miláně
Metro v Miláně (italsky Metropolitana di Milano) je síť pěti linek metra obsluhujících město Milán a část jeho okolí v regionu Lombardie. Je páteří místní sítě veřejné dopravy v rámci jedné z největších konurbací v Evropě. Tři linky obsluhuje systém klasického metra (M1, M2, M3), dvě další jsou typem lehkého metra (M4, M5). Linky jsou označeny různými čísly a barvami, v roce 2024 celá síť měří 112 km. 
První linka M1 (červená), byla slavnostně otevřena v roce 1964, druhá linka M2 (zelená), byla otevřena v roce 1969, třetí linka M3 (žlutá), otevřena v roce 1990, čtvrtá linka M5 (lila), otevřena v roce 2013 a pátá linka M4 (modrá) v otevřena roce 2022. Plánovaná šestá linka M6 (růžová) je ve studijní fázi. Stanice metra a často i jejich soupravy jsou s linkami barevně sladěny. Síť je řízena Milánským dopravním podnikem (ATM) a zahrnuje celkem 134 stanic, z nichž je 116 pod zemí. Jedná se o nejrozsáhlejší podzemní síť v Itálii, po ní následuje Řím a Neapol, a jedná se o sedmou největší síť v Evropské unii. Celá síť je plně pokryta mobilním signálem.
Hlášení v metru jsou v italském a anglickém jazyce. Ve vozech jsou cestující často upozorňováni, aby se za jízdy drželi. Zvláštností milánského metra je také občasné hlášení o doporučení sundávání si batohů ze zad, čímž se vytvoří ve vozech více místa. Piktogramy v okolí dveří pak nabádají k neopírání se o dveře souprav. V soupravách metra je vzhledem k častému střídání pozic nástupišť rozsvícena šipka označující stranu vlaku, na které se příští stanici vystupuje. Zajímavostí je také jízda vlaků vpravo, jelikož italské povrchové železnice využívají při své jízdě stranu levou. 
Jako nejpoužívanější bývá označována linka M2. Linka M5 je naopak nadužívaná pouze při zápasech fotbalových klubů AC Milán a Inter Milán, od jejichž Stadionu San Siro začíná.

## Historie
Na začátku dvacátého století (1905) inženýr Baldassarre Borioli představil projekt možného uspořádání milánského železničního uzlu. Ve stejném roce také inženýři Leopoldo Candiani a Carlo Castiglioni předpokládali podzemní linku, která by spojovala budoucí nádraží Porta Vittoria s oblastí kolem brány Porta Magenta, procházející náměstím Piazza del Duomo. Projekt počítal s výstavbou nového nádraží, kde by se měla konat Světová výstava (Esposizione internazionale di Milano) v následujícím roce.
První konkrétní projekty na metro v Miláně pocházejí z roku 1912, kdy inženýr Evaristo Stefini představil svůj vlastní projekt podzemní dráhy, která měla spojit Milán s Monzou. Magistrát města Milán prosadil možnost předkládání efektivních návrhů výstavby a následného vedení metra. Konečný termín pro předložení návrhů byl stanoven na březen 1913. K posouzení byly celkem tři možnosti. V roce 1914 však hodnotící komise rozhodla, že žádný ze tří projektů nevyhovuje potřebám města, a dospěla k závěru, že jedinou možnou realizací je ta, která by spojovala hlavní nádraží se stanicí Cadorna Nord a procházela by pod náměstím Piazza Duomo. Vypuknutí 1. světové války debaty o metru definitivně uzavřelo.
V roce 1949 inženýr a radní pro veřejné práce města Agostino Giambelli vytvořil a představil první program pro stavbu metra.  Na základě tohoto počátečního programu schválila městská správa dne 3. července 1952 projekt metra vytvořeného inženýrem Amerigo Bellonim. Dne 6. října 1955 byla vytvořena nová společnost Metropolitana Milanese, s úkolem řídit budoucí výstavbu nové infrastruktury. Projekt financoval magistrát 500 miliony lir a zbytek půjčkou od občanů. Z tratí, které se objevují v tomto projektu, bude pak pouze linka M1 postavena přesně tak, jak se předpokládalo v plánu z roku 1952.  Linka M1 se začala oficiálně stavět 24. dubna 1957.
Stanice nové linky byly navrženy architektonickou firmou Franca Albini a Franca Helga, zatímco Bob Noorda navrhl značení. Albini-Helg i Noorda získali v roce 1964 cenu Compasso d'oro za značení a projekt výstavby milánského metra.
První zkouška trasy byla provedena s tramvajovým vozem 14. srpna 1962.  První vůz metra (ev. č. 101) vjel do tunelu 10. prosince téhož roku z provizorní rampy nainstalované před Castello Sforzesco.  Dne 10. srpna 1964 začaly zkušební jízdy nutné pro otevření trati veřejnosti .
První úsek z Lotto do Sesto Marelli (21 stanic) byl slavnostně otevřen 1. listopadu 1964, po 7 letech práce. Ve stejném roce, v dubnu, byly zahájeny práce také na druhé lince. V roce 1966 byla slavnostně otevřena větev linky M1, úsek Pagano – Gambara, se dvěma mezistanicemi. Dne 27. září 1969 vstoupila linka M2 do provozu na prvním úseku z Caiazzo do Cascina Gobba (7 stanic), včetně stanice Lambrate FS, důležitého přestupního uzlu s železniční stanicí Lambrate.
První část třetí linky (Centrale FS – Duomo) s 5 stanicemi byla slavnostně otevřena 3. května 1990 po téměř 9 letech stavebních prací (zahájeno 8. září 1981). Linka byla otevřena těsně před Mistrovstvím světa ve fotbale v Itálii.
6. července 2012 začaly práce na nové lince M4 (úsek Linate – Forlanini FS).
Po sérii skluzů a 23 letech po poslední nové lince byla 10. února 2013 slavnostně otevřena linka M5, na které byly práce zahájeny 16. července 2007.
V listopadu 2014 magistrát Milán, spravovaný radou starosty Giuliana Pisapia, zopakoval svůj záměr pokračovat ve výstavbě linky 4.
Práce na lince M4 v úseku Forlanini FS – Dateo začaly od ledna do února 2015.
Po několika odkladech, částečně kvůli pandemii covidu-19 a následnému poklesu počtu cestujících ve všech službách italské veřejné dopravy, byl dne 26. listopadu 2022 slavnostně otevřen první úsek M4 mezi stanicemi Linate Airport a Dateo, spojující městské letiště se systémem příměstské železnice (metra S).
Dne 12. října 2024 byl otevřen úsek linky M4 od stanice San Babila, nacházející se v centru města s přestupem na linku M1, do stanice San Cristoforo FS na jihozápadě města. K lince M4 tak přibylo 13 nových stanic. Po tomto rozšíření má linka M4 dohromady 21 stanic na 15 kilometrech délky.

Chronologie rozšiřování metra v Miláně

### M1 (červená)
|                   | 1. listopadu 1964                                                 | Sesto Marelli – Lot |
| 2. dubna 1966     | Pagano – Gambara                                                  |                     |
| 18. dubna 1975    | Gambara – Inganni                                                 |                     |
| 8. listopadu 1975 | Lotto – QT8                                                       |                     |
| 12. dubna 1980    | QT8 – San Leonardo                                                |                     |
| 28. září 1986     | San Leonardo – Molino Dorino a Sesto Marelli – Sesto 1º Maggio FS |                     |
| 21. března 1992   | Inganni – Bisceglie                                               |                     |
| 30. března 2005   | Molino Dorino – Rho Fieramilano                                   |                     |
| 19. prosince 2005 | Pero                                                              |                     |

### M2 (zelená)
|                   | 27. září 1969                                   | Caiazzo – Cascina Gobba |
| 27. dubna 1970    | Caiazzo – Centrale FS                           |                         |
| 12. července 1971 | Centrale FS – Garibaldi FS                      |                         |
| 4. prosince 1972  | Cascina Gobba – Gorgonzola                      |                         |
| 3. března 1978    | Garibaldi FS – Cadorna FN                       |                         |
| 7. června 1981    | Cascina Gobba – Cologno Nord                    |                         |
| 30. října 1983    | Cadorna FN – Porta Genova FS                    |                         |
| 13. dubna 1985    | Gorgonzola – Gessate a Porta Genova FS – Romolo |                         |
| 1. listopadu 1994 | Romolo – Famagosta                              |                         |
| 17. března 2005   | Famagosta – P.za Abbiategrasso                  |                         |
| 20. února 2011    | Famagosta – Assago Milanofiori Forum            |                         |

### M3 (žlutá)
|                   | 3. května 1990                                 | Centrale – Duomo |
| 16. prosince 1990 | Duomo – Porta Romana                           |                  |
| 12. května 1991   | Centrale – Sondrio a Porta Romana – San Donato |                  |
| 16. prosince 1995 | Sondrio – Zara                                 |                  |
| 8. prosince 2003  | Zara – Maciachini                              |                  |
| 26. března 2011   | Maciachini – Comasina                          |                  |

### M4 (modrá)
|                 | 26. listopadu 2022             | Linate Aeroporto – Dateo |
| 30. června 2023 | Dateo – San Babila             |                          |
| 12. října 2024  | San Babila – San Cristoforo FS |                          |

### M5 (lila)
|                    | 10. února 2013                 | Bignami – Zara |
| 1. března 2014     | Zara – Garibaldi FS            |                |
| 29. dubna 2015     | Garibaldi FS – San Siro Stadio |                |
| 6. června 2015     | Portello                       |                |
| 20. června 2015    | Cenisio                        |                |
| 26. září 2015      | Gerusalemme                    |                |
| 11. října 2015     | Monumentale                    |                |
| 14. listopadu 2015 | Tre Torri                      |                |

## Současnost

### Linka M1

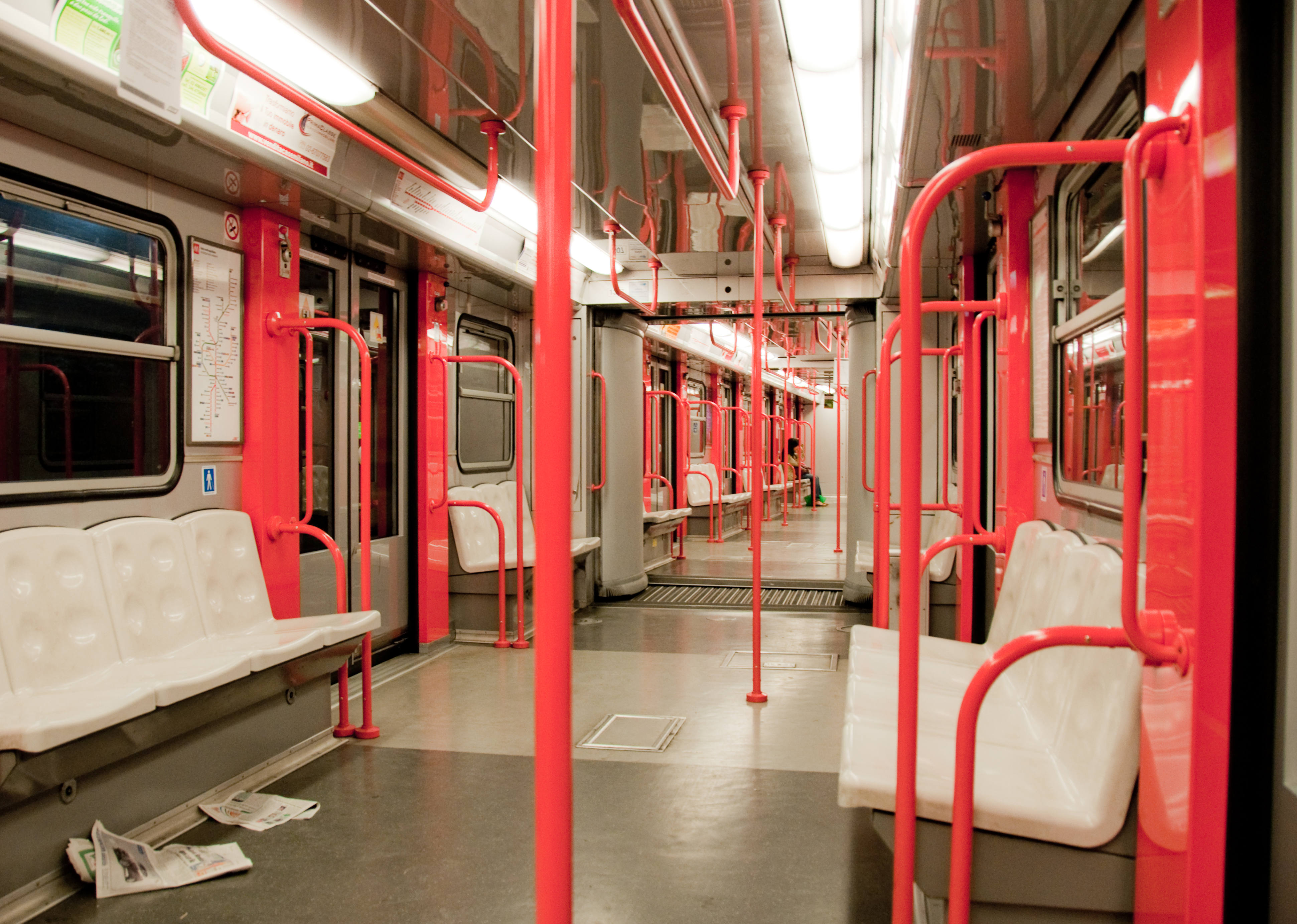
Souprava milánského metra linky M1

Linka M1 milánského metra spojuje město ze severovýchodu s konečnou na Sesto 1º Maggio FS (v obci Sesto San Giovanni ) na západ. Poté se dělí na dvě větve, jednu směrem na severozápad, s konečnou stanicí Rho Fieramilano (v obci Rho ) a další směrem na jihozápad s konečnou stanicí v Bisceglie (v obci Milán). Jeho trasa je celá pod zemí. Linka M1 je standartdního rozchodu a napájena třetí boční přívodní kolejnicí (750 V). Je také vybavena čtvrtou uzemňující kolejnicí mezi dvěma hlavními. V úseku Pasteur – Villa San Giovanni je také trolejové vedení, které umožňuje vlakům linek 2 a 3 dojet do depa Precotto.
Křižuje linku M2 na stanicích Loreto a Cadorna, linku M3 na stanici Duomo a linku M5 na stanici Lotto.
Linka má přestupní uzly se čtyřmi železničními stanicemi: Sesto San Giovanni (příměstské linky S7, S8, S9 a S11 a regionální vlaky), Milano Porta Venezia (jediné přestupní uzel mezi M1 a státními železnicemi v rámci Milána, příměstské linky S1, S2, S5, S6, S12, S13), Milano Cadorna (příměstské linky S3 a S4, Malpensa Express a regionální vlaky) a Rho Fiera (příměstské linky S5, S6 a S11, regionální, vnitrostátní a mezinárodní vlaky).

### Linka M2

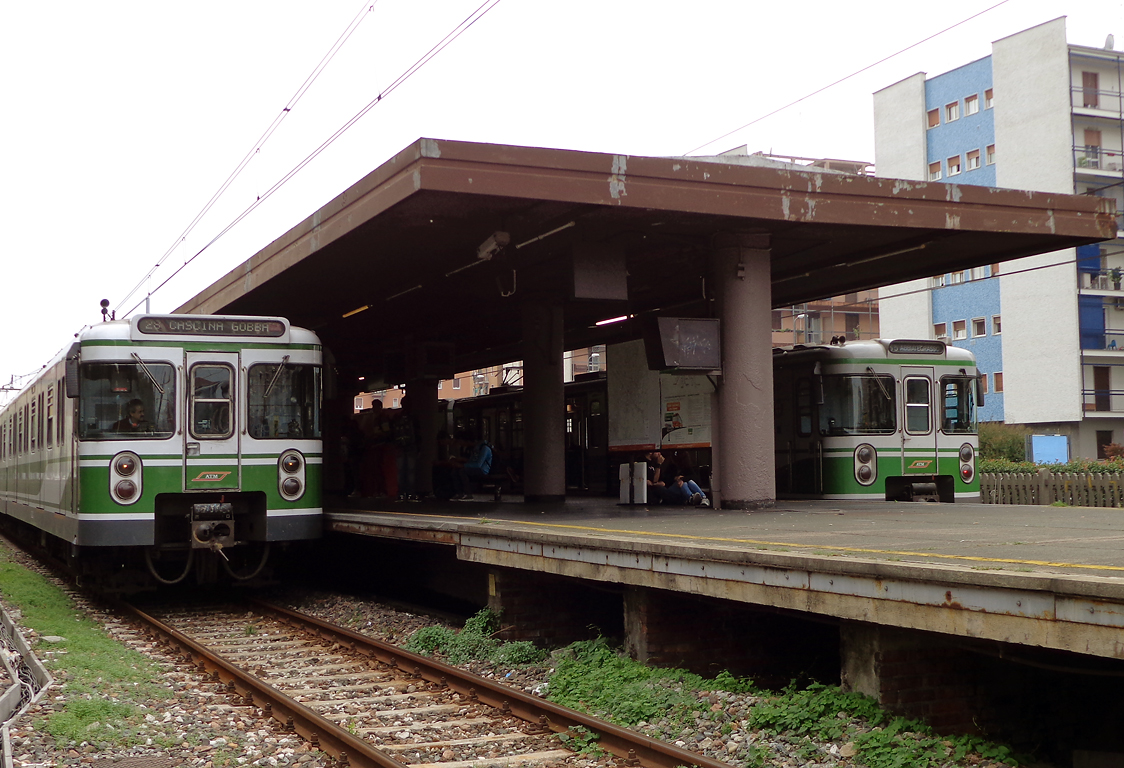
Linka M2 ve stanici Cimiano (povrchová část).

Linka M2 milánského metra spojuje město ze severovýchodu, s rozdvojením a konečnými na Cologno Nord (v obci Cologno Monzese) a Gessate (ve stejnojmenné obci) na jih. Tam se taktéž rozdvojuje na konečné stanice v Piazza Abbiategrasso (v Miláně) a Assago Milanofiori Forum (v obci Assago). Je to jediná z tratí, která není celá pod zemí, protože jezdí po povrchu v úsecích Udine – Gessate/Cologno Nord a Famagosta – Assago Forum Milanofiori. V těchto úsecích je linka velmi podobná německým či rakouským S-Bahn (příměstské vlaky podobné metru). Linka M2 je standardního rozchodu a napájená svrchními sběrači z trolejí.
Křižuje linku M1 ve stanicích Loreto a Cadorna, linku M3 ve stanici Centrale FS a linku M5 ve stanici Garibaldi FS.
Trať je nejdelší z pěti a také ta s největším počtem (šest) přestupních uzlů s železničními stanicemi: Milano Lambrate (příměstská linka S9, regionální, vnitrostátní a mezinárodní vlaky), Milano Centrale (Malpensa Express, regionální, vnitrostátní a mezinárodní linky), Milano Porta Garibaldi (příměstské linky S1, S2, S5, S6, S7, S8, S11, S12 a S13, Malpensa Express, regionální, vnitrostátní a mezinárodní vlaky), Milano Cadorna (příměstské linky S3, S4, Malpensa Express a regionální vlaky), Milano Porta Genova (regionální vlaky) a Milano Romolo (příměstská linka S9).

### Linka M3

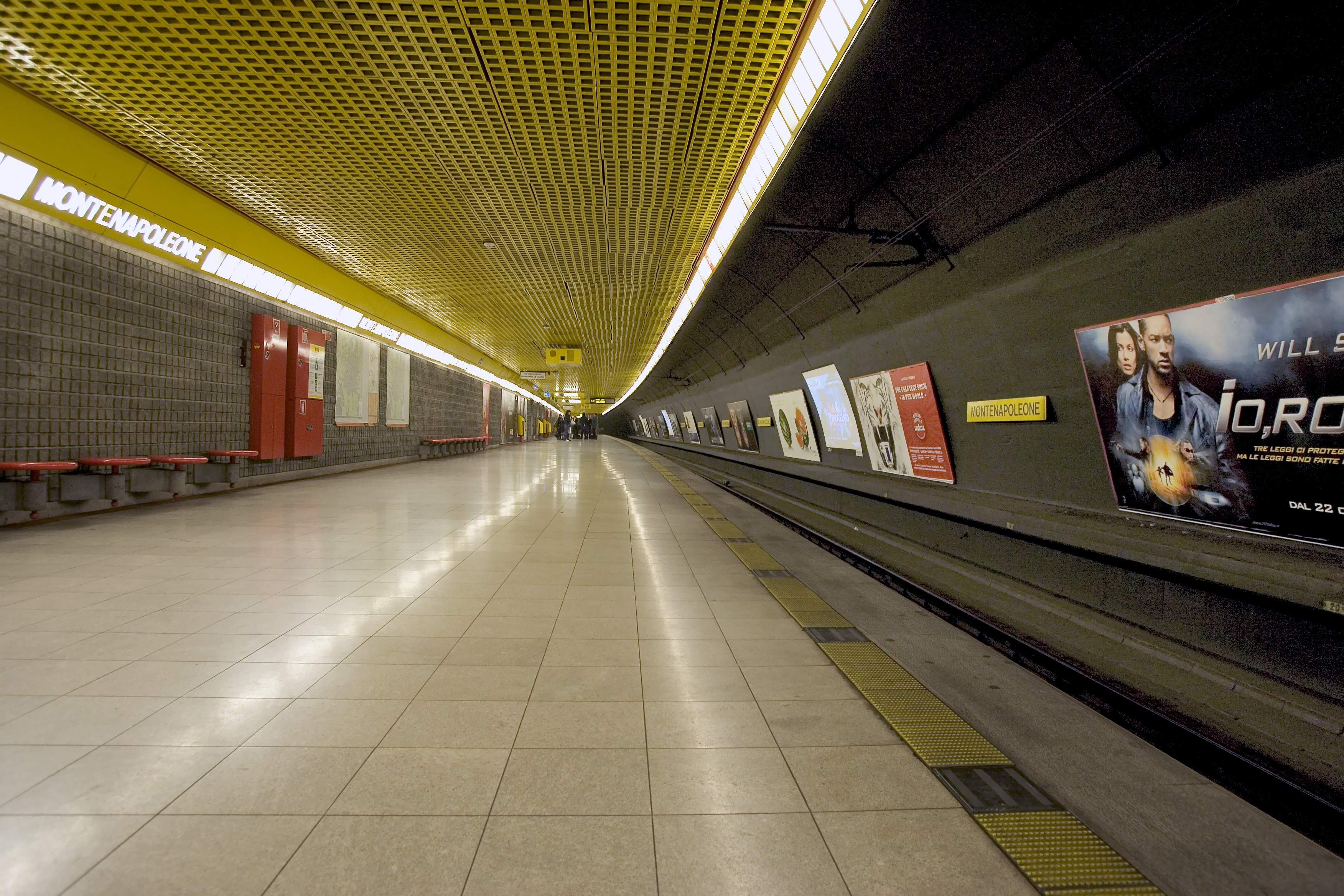
Stanice Montenapoleone linky M3.

Linka M3 milánského metra spojuje město ze severu s jeho konečnou v Comasina (v obci Milán) na jih do konečné stanice v San Donato (na hranici mezi obcemi Milán a San Donato Milanese). Její trasa je celá pod zemí, s výjimkou testovacích úseků (jako je testovací okruh San Donato). Linka M3 je standardního rozchodu a napájena svrchními sběrači z trolejí.
Křižuje linku M1 ve stanici Duomo, linku M2 ve stanici Centrale FS a linku M5 ve stanici Zara.
Trať má přestupní stanice s pěti železničními stanicemi: Milano Affori (příměstské linky S2 a S4 a regionální vlaky), Milano Centrale (Malpensa Express, regionální, vnitrostátní a mezinárodní vlaky), Milano Repubblica (příměstské linky S1, S2, S5, S6, S12, S13), Milano Porta Romana (příměstská linka S9) a Milano Rogoredo (příměstské linky S1, S2, S12, S13, regionální, vnitrostátní a mezinárodní vlaky).

### Linka M4

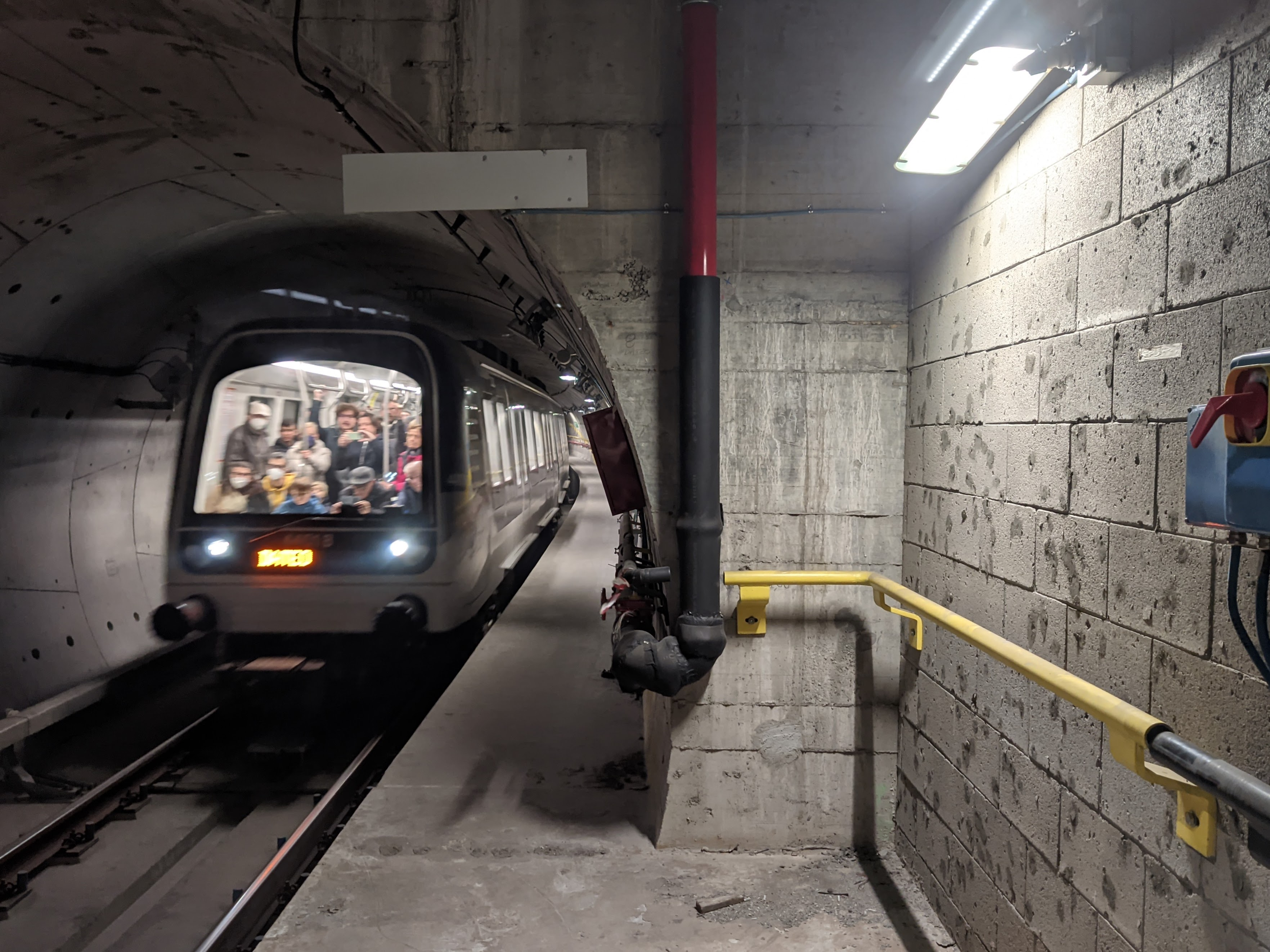
Příjezd soupravy linky M4 do stanice Dateo.

Linka M4 milánského metra spojuje město z východu s konečnou stanicí na letišti Linate (v obci Segrate). Vede zatím (březen 2023) z východní hranice vnějšího silničního okruhu v Dateo (v obci Milán). Po dokončení se trať rozšíří směrem k jihozápadní části města s konečnou stanicí v San Cristoforo FS (v obci Milán). Linka M4 je standardního rozchodu, napájena třetí boční kolejnicí (750 V). Na trati je zaveden automatizovaný provoz a tuto linku lze definovat jako lehké metro.
Protne linku M1 ve stanici San Babila a linku M2 ve stanici Sant'Ambrogio, přičemž přestup na linku M3 proběhne vytvořením pěšího spojení mezi zastávkami Sforza – Policlinico a Missori.
Kromě důležitého přestupního uzlu s letištěm Milano-Linate linka zahrnuje tři přestupní uzly s železničními stanicemi: Milano Forlanini (příměstské linky S5, S6 a S9), Milano Dateo (příměstské linky S1, S2, S5, S6, S12 a S13) a po dokončení Milano San Cristoforo (příměstská linka S9 a regionální vlaky).
Práce na výstavbě úseku nádraží Linate Airport – Forlanini byly zahájeny 19. července 2012, zatímco práce na úseku nádraží Forlanini – Tricolore byly zahájeny 19. ledna 2015.  K otevření prvního úseku došlo v listopadu 2022, přičemž celkové dokončení trati je naplánováno na říjen 2024.
Celkové náklady na práce se rovnají 1,8 miliardy eur, z toho 958 milionů eur od státu, 461 od soukromých osob a 400 od magistrátu Milána.
V dubnu 2022 je potvrzeno východní rozšíření z Linate do Segrate s půjčkou ve výši 420 milionů eur.
Jde o první linku, která se nekříží se všemi ostatními linkami: navíc ani přestup na linku M3 není přímý, ale pouze pěšky po povrchu (zhruba 550 metrů), a dále se trasa vůbec nekříží s linkou M5.
30. června 2023 došlo k prodloužení linky o 2 stanice směrem do centra. Jmenovitě Dateo a San Babila. Ve stanici San Babila se nachází přestup na linku M2.
12. října 2024 byla linka M4 prodloužena o dalších 13 stanic. A to ze stanice San Babila do stanice San Cristoforo FS v jihozápadní části města.

### Linka M5

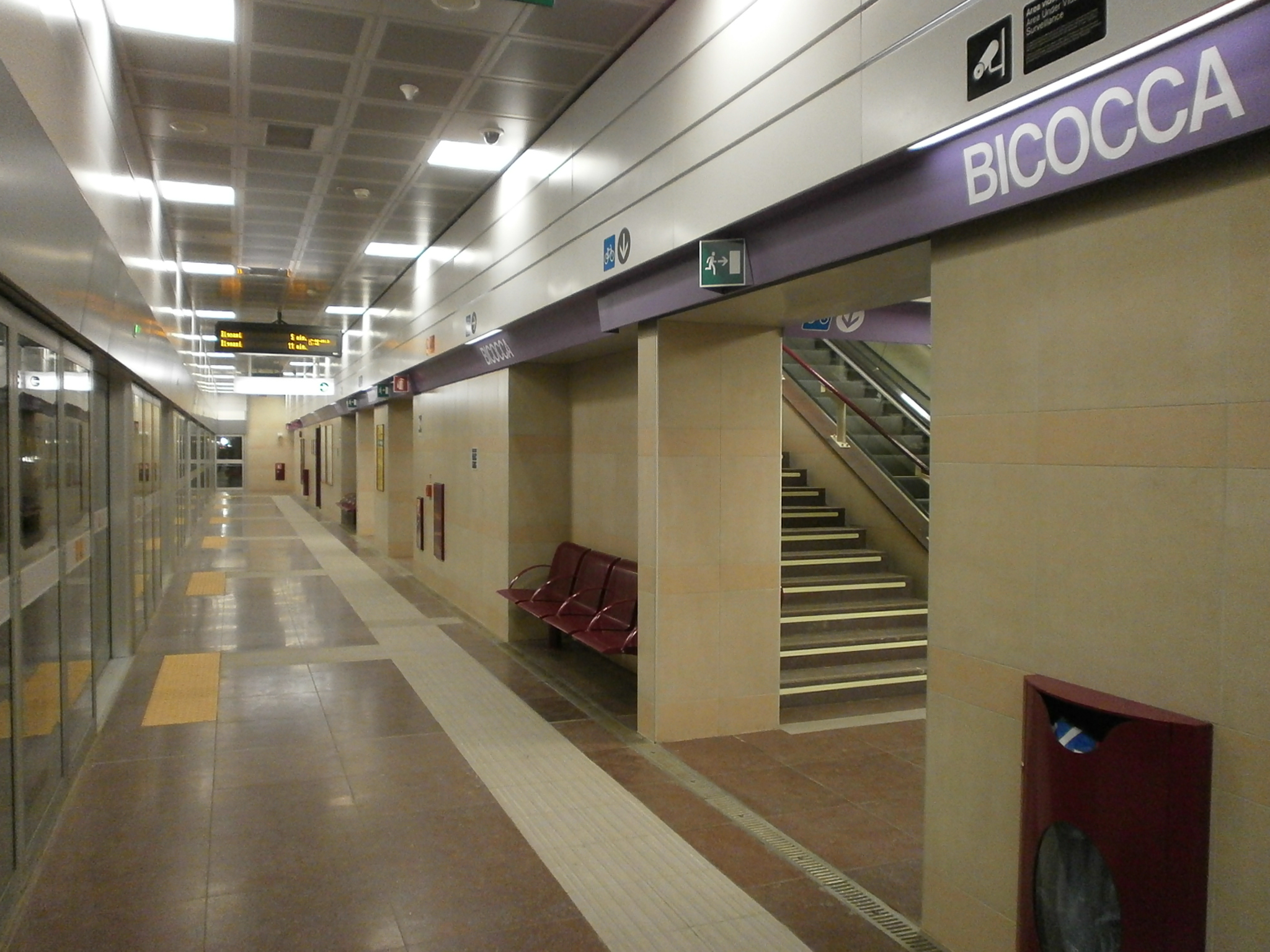
Pohled na nástupiště stanice Bicocca linky M5.

Linka M5 milánského metra spojuje město ze severu s konečnou stanicí Bignami (v Miláně), na západ, se stanicí u stadionu San Siro (taktéž v Miláně). Je to první linka metra v Miláně, která nekříží historické centrum města. Jeho trasa je celá pod zemí. Linka M5 je standardního rozchodu, napájena třetí boční kolejnicí (750 V). Na trati je zaveden automatizovaný provoz a tuto linku lze definovat jako lehké metro.
Protíná linku M3 ve stanici Zara, linku M2 u stanice Garibaldi FS a linku M1 u Lotto.
Linka je nejkratší z pěti (vzhledem k celé trase plánované pro M4) a ta s nejmenším počtem (dvě) přestupních uzlů s železničními stanicemi: Milano Porta Garibaldi (příměstské linky S1, S2, S5, S6, S7, S8, S11, S12 a S13, Malpensa Express, regionální, vnitrostátní a mezinárodní vlaky) a Milano Domodossola (příměstské linky S3 a S4 a regionální vlaky).

## Budoucnost

Mapa kompletní sítě metra všech stavěných linek.

Mezi aktuální projekty patří prodloužení stávajících linek a dostavba linky M4. Výstavba již plánovaných úseků však utrpěla zpomalení jednak vlivem přidělení priority úseku Molino Dorino – Rho Fieramilano linky 1 (se kterou se původně nepočítalo), jednak kvůli problémům s financováním. Od roku 2005 však došlo ke zrychlení spolu s financováním linky 5 a schválením částečného financování linky 4. V rozpočtu na rok 2007 se vláda zavázala financovat výstavbu linky 4 částkou 170 milionů eur. V dubnu 2022 byla ministerstvem infrastruktury a udržitelné mobility potvrzena půjčka ve výši 732 milionů eur na rozšíření sítě milánského metra. Zejména je financováno prodloužení linky M1 až po Baggio a linky M4 až po Segrate. Dále jsou financovány také studie proveditelnosti pro prodloužení M3 až po Paullo a pro výstavbu nové linky M6.
Po dokončení prací bude celková délka milánského metra 149,2 km (bez linky M6).
| Linka                                  | Trasa/stanice                                   | Stav                                            | Plánované otevření   | Délka trasy | Stanice |
| -------------------------------------- | ----------------------------------------------- | ----------------------------------------------- | -------------------- | ----------- | ------- |
|                                        | Sesto 1º Maggio FS – Monza Bettola              | ve výstavbě                                     | do 31. prosince 2024 | 1,9 km      | 2       |
| Bisceglie – Baggio                     | v plánování (předpokládaný začátek prací: 2023) | 2027                                            | 3,5 km               | 3           |         |
|                                        | Cologno Nord – Vimercate                        | v plánování (předpokládaný začátek prací: 2023) | 2028                 | 9,7 km      | 6       |
| Gessate – Trezzo sull'Adda             | studie                                          | —                                               | 8 km                 | 4           |         |
| Assago Milanofiori Forum – Binasco     | v plánování                                     | —                                               | —                    | —           |         |
|                                        | San Donato – Paullo Est                         | v plánování (předpokládaný začátek prací: 2023) | 2028                 | 14,8 km     | 6       |
| Comasina – Paderno Dugnano             | studie                                          | —                                               | 4 km                 | 2           |         |
|                                        | Linate Aeroporto – Segrate                      | v plánování (předpokládaný začátek prací: 2024) | 2026                 | 2,5 km      | 2       |
| San Cristoforo FS – Corsico/Buccinasco | v plánování                                     | —                                               | 4 km                 | —           |         |
|                                        | Bignami – Polo Istituzionale di Monza           | v plánování (předpokládaný začátek prací: 2023) | 2031                 | 13,2 km     | 11      |
| Bignami – Bresso                       | v plánování                                     | —                                               | 5,5 km               | 5           |         |
| San Siro Stadio – Settimo Milanese     | studie                                          | —                                               | 4,5 km               | —           |         |
| Settimo Milanese – Magenta             | studie                                          | —                                               | 14,5 km              | —           |         |

### Linka M6
Linka M6, zpočátku značená oranžově, definitivně pak růžově, měla v původních plánech spojovat severozápadní předměstí Milána s jeho jihovýchodní částí. Má také procházet centrem města. Počáteční úsek zahrnoval konečnou na zastávkách Certosa a Tibaldi. Projekt, který nejlépe odpovídá potřebám města, počítá s případnými dalšími přestupy se všemi stávajícími trasami metra.
V dubnu 2022 ministerstvo infrastruktury a udržitelné mobility financovalo studii proveditelnosti pro linku M6 na jiné trase částkou 4,5 milionu eur. Ta by vedla z jižní části města (z Ponte Lambro) do okresu Barona. Přestupní stanice by byly s linkou M3 ve stanici Lodi TIBB a s M2 ve stanici Abbiategrasso. V diskuzích se také objevují možné varianty vedení linky M6 jako okružní.